# La Ferté-Imbault
La Ferté-Imbault és un municipi francès, situat al departament del Loir i Cher i a la regió de Centre – Vall del Loira. L'any 2007 tenia 974 habitants.

## Demografia

### Població
El 2007 la població de fet de La Ferté-Imbault era de 974 persones. Hi havia 439 famílies, de les quals 145 eren unipersonals (60 homes vivint sols i 85 dones vivint soles), 145 parelles sense fills, 113 parelles amb fills i 36 famílies monoparentals amb fills.
La població ha evolucionat segons el següent gràfic:
Habitants censats

### Habitatges
El 2007 hi havia 618 habitatges, 445 eren l'habitatge principal de la família, 135 eren segones residències i 38 estaven desocupats. 606 eren cases i 10 eren apartaments. Dels 445 habitatges principals, 321 estaven ocupats pels seus propietaris, 99 estaven llogats i ocupats pels llogaters i 25 estaven cedits a títol gratuït; 2 tenien una cambra, 23 en tenien dues, 121 en tenien tres, 121 en tenien quatre i 178 en tenien cinc o més. 348 habitatges disposaven pel capbaix d'una plaça de pàrquing. A 207 habitatges hi havia un automòbil i a 190 n'hi havia dos o més.

### Piràmide de població
La piràmide de població per edats i sexe el 2009 era:
| Homes | Edats   | Dones |
| ----- | ------- | ----- |
| 0     | 95 o +  | 0     |
| 8     | 90 a 94 | 4     |
| 12    | 85 a 89 | 0     |
| 8     | 80 a 84 | 4     |
| 12    | 75 a 79 | 20    |
| 44    | 70 a 74 | 52    |
| 16    | 65 a 69 | 32    |
| 48    | 60 a 64 | 40    |
| 20    | 55 a 59 | 40    |
| 52    | 50 a 54 | 32    |
| 56    | 45 a 49 | 36    |
| 48    | 40 a 44 | 40    |
| 28    | 35 a 39 | 24    |
| 24    | 30 a 34 | 28    |
| 20    | 25 a 29 | 52    |
| 24    | 20 a 24 | 16    |
| 32    | 15 a 19 | 20    |
| 16    | 10 a 14 | 36    |
| 32    | 5 a 9   | 24    |
| 20    | 0 a 4   | 20    |

## Economia
El 2007 la població en edat de treballar era de 595 persones, 429 eren actives i 166 eren inactives. De les 429 persones actives 389 estaven ocupades (214 homes i 175 dones) i 40 estaven aturades (22 homes i 18 dones). De les 166 persones inactives 85 estaven jubilades, 43 estaven estudiant i 38 estaven classificades com a «altres inactius».

### Ingressos
El 2009 a La Ferté-Imbault hi havia 461 unitats fiscals que integraven 1.021 persones, la mediana anual d'ingressos fiscals per persona era de 18.193 €.

### Activitats econòmiques
Dels 42 establiments que hi havia el 2007, 1 era d'una empresa alimentària, 2 d'empreses de fabricació d'altres productes industrials, 9 d'empreses de construcció, 11 d'empreses de comerç i reparació d'automòbils, 2 d'empreses de transport, 5 d'empreses d'hostatgeria i restauració, 1 d'una empresa d'informació i comunicació, 2 d'empreses financeres, 3 d'empreses immobiliàries, 2 d'empreses de serveis, 2 d'entitats de l'administració pública i 2 d'empreses classificades com a «altres activitats de serveis».
Dels 15 establiments de servei als particulars que hi havia el 2009, 1 era una oficina bancària, 1 taller de reparació d'automòbils i de material agrícola, 2 paletes, 1 guixaire pintor, 2 fusteries, 1 lampisteria, 2 electricistes, 2 perruqueries, 2 restaurants i 1 agència immobiliària.
Dels 5 establiments comercials que hi havia el 2009, 1 era una botiga de més de 120 m², 1 una botiga de menys de 120 m², 1 una fleca, 1 una botiga de material de revestiment de parets i terra i 1 una joieria.
L'any 2000 a La Ferté-Imbault hi havia 4 explotacions agrícoles.

## Equipaments sanitaris i escolars
L'únic equipament sanitari que hi havia el 2009 era una farmàcia.
El 2009 hi havia una escola elemental integrada dins d'un grup escolar amb les comunes properes formant una escola dispersa.

## Poblacions més properes
El següent diagrama mostra les poblacions més properes.